# Puerto de La Laja

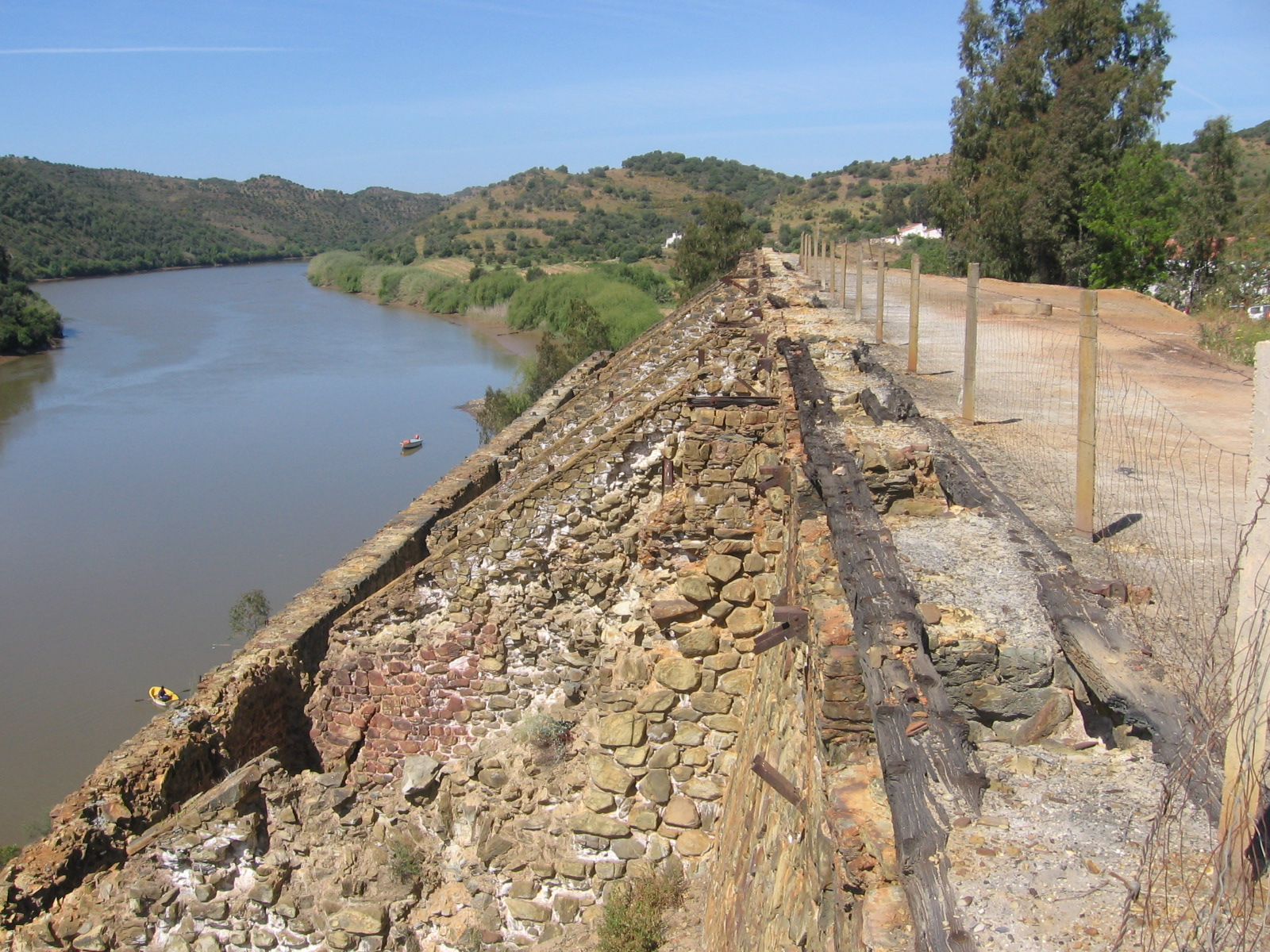
Vista da plataforma superior da estrutura de descarga de minério

O Puerto de La Laja é um antigo porto mineiro localizado no município de El Granado, província de Huelva, Andaluzia, Espanha. Situado na margem esquerda do rio Guadiana, poucos quilómetros a jusante do porto mineiro do Pomarão, apareceu no século XIX associado à exploração das minas de Cabeza del Pasto e de Herrerías, na Faixa Piritosa Ibérica.

## Porto mineiro
O minério das minas de Cabeza del Pasto e, posteriormente, de Las Herrerías chegava ao porto transportado inicialmente por carros e mais tarde pelo caminho-de-ferro, que terá ficado concluído por volta de 1888.
O embarque de minério era dificultado pelo pequeno calado do rio, que não permitia a acostagem de barcos com mais de 2000 toneladas. No porto era desembarcado carvão e maquinaria para as minas. O porto manteve-se em atividade até 1965. Das antigas estruturas portuárias ainda se podem ver os depósitos/tremonhas onde o minério era descarregado por basculamento das vagonetas estacionadas na plataforma superior. Outras vagonetas recolhiam o minério na plataforma inferior para o encaminhar para os navios mineraleiros. A cobertura dos depósitos já desapareceu, tal como o equipamento para embarque do minério nos navios.

## Linha férrea Herrerías-Puerto de la Laja
Linha férrea mineira com 32 km de extensão e uma bitola estreita de apenas 762 mm, que esteve em funcionamento entre 1888 e 1965.
Os últimos 9 km da linha Herrerías-Puerto de la Laja vencem um desnível de cerca de 200 m, apresentando uma pendente máxima de 2,26% e curvas de raios muito reduzidos. Este troço final, de traçado sinuoso e que inclui mesmo um pequeno túnel, foi o último a ser construído, em substituição do cabo aéreo de cerca de 4 km que ligava El Sardón (então terminal da linha) a Puerto de la Laja.
Tal como na vizinha linha São Domingos-Pomarão, também aqui apenas resta a plataforma. Os carris foram levantados e vendidos para sucata. A plataforma da linha foi convertida em grande extensão numa ciclovia turística, a designada Vía Verde del Guadiana.

## Mina de Santa Catalina
A Mina de Santa Catalina é uma pequena mina de manganês situada na proximidade do Puerto de La Laja. Foi abandonada na década de 40 do século XX, restando hoje apenas algumas casas e, nos cerros circundantes, vestígios de entradas de galerias, antigos cortes e escombreiras. O escoamento do minério era feito por carros de mulas até ao Puerto de la Laja. O caminho seguido pelos carros foi parcialmente aproveitado pela atual estrada entre El Granado e Pomarão.